# Árpád Ritter
Árpád Ritter (ur. 12 czerwca 1975 w Budapeszcie) – węgierski zapaśnik walczący w stylu wolnym. Trzykrotny olimpijczyk. Trzynasty w Atlancie 1996, osiemnasty w Sydney 2000 i szesnasty w Atenach 2004. Walczył w kategorii 74 – 76 kg.
Wicemistrz świata w 2005, a piąty w 2001. Czterokrotny medalista mistrzostw Europy w latach 2001 - 2007. Mistrz świata w zapasach plażowych w 2010 roku.
- Turniej w Atlancie 1996

Pokonał Felipe Guzmána z Meksyku, a przegrał z Białorusinem Iharem Kozyrem i Məmmədsalamem Haciyevem z Azerbejdżanu.
- Turniej w Sydney 2000

Przegrał z Gruzinem Guramem Mczedlidze i Ademem Bereketem z Turcji.
- Turniej w Atenach 2004

Przegrał z Emzariosem Bendinidisem z Grecji i Rosjaninem Buwajsarem Sajtijewem.